# 交通科学
交通科学（こうつうかがく）とは、交通に関連する事項を科学的に研究する分野。交通媒体をつくり利用する工学技術のハード面と交通運用や交通安全、交通経済学などの仕組みの部分、ソフト面を統合した交通に関する諸科学である。
交通事故防止のために、交通事故をめぐる社会的問題を医学や工学を通じて研究し対策を練り、成果を引き出し、交通安全に寄与する、交通現象を科学的に究明し役立てるなどの研究を進める。関連団体として、財団法人日本交通管理技術協会、社団法人日本交通科学協議会などがある。研究機関として、財団法人日本自動車研究所、財団法人交通事故総合分析センターなどがある。
交通に関する社会的要望と運用対策を、そうしたさまざまな交通諸科学を用いて円滑に交通運用に寄与することを目的としている。